# Vasiliy Berezutskiy
Vasiliy Vladimirovich Berezutskiy - em russo, Василий Владимирович Березуцкий (Moscou, 20 de junho de 1982) é um futebolista russo que atuava como zagueiro.
Ao lado de seu irmão gêmeo, Aleksey, iniciou a carreira em 1999, no recém-fundado Torpedo-ZIL Moscou (atual Moscou). Ficou no clube até 2001, indo no ano seguinte ao CSKA Moscou, onde já estava seu irmão. Também como ele, é zagueiro. Ambos participaram das conquistas dos três campeonatos russos do CSKA e do título da Copa da UEFA de 2005, a maior conquista européia de um clube russo.

## Seleção Russa
Joga pela Seleção Russa desde 2003, assim como seu irmão. Com ele foi a Eurocopa 2008.